# نوبوو اوئماتسو
نوبوو اوئماتسو (植松 伸夫 Uematsu Nobuo, متولد ۲۱ مارس ۱۹۵۹) موسیقیدان ژاپنی است که برای بازی‌های ویدئویی آهنگسازی کرده‌است. وی به خاطر آهنگسازی بیشتر عناوین فاینال فانتزی برای شرکت اسکوئر انیکس به شهرت رسیده‌است. از وی به عنوان یکی از بهترین و شناخته شده‌ترین آهنگسازان صنعت بازی‌های ویدئویی یاد می‌شود به‌طوری‌که از طرف بعضی از رسانه‌ها به وی عنوان «بتهوون بازی‌های ویدئویی» داده شده‌است.

## سبک موسیقایی و تأثیرات
موسیقی اوئماتسو دامنه زیادی دارد و شامل سبک‌های زیادی می‌شود. از سبک‌های که وی در آن کار کرده‌است می‌توان به کلاسیک، جاز، الکترونیک،نیو ایج و راک اشاره کرد. او گفته است که یکی از طرفداران بزرگ موسیقی موسیقی سلتیک و موسیقی ایرلندی هست و برخی از آثارش عناصری از این سبک‌های موسیقی را دارا هست.
بیشتر آثار اوئماتسو به فرم ارکسترا و ملودیک هست. آهنگ‌هایی که وی ساخته علاوه بر اینکه راجع به شخصیت‌ها و مکان‌های خیالی هست، بیانگر حالت‌های روانی مثل یاس و تردید نیز می‌باشد.